# Остаци утврђења Марино кале
Остаци утврђења Марино кале налазе се на једној заравни код села Добра Вода, које припада општини Бојник у Јабланичком округу.
Утврђење је подигнуто у време римске превласти, у 6. веку, као предстража суседном Царичином граду (Iustiniana Prima). Данас се на месту старог утврђења могу видети добро очуване трасе бедема и две куле – једна на истоку и друга на западу, које су имале задатак обезбеђивања прилаза. Унутар бедема видљиви су остаци некрополе, коришћене након рушења утврђења. Постоји могућност да је на овом месту постојала и црква. Откривени су такође остаци висећег моста, који је преко Пусте реке повезивало утврђење са суседним местима. Неопходна су детаљна археолошка и историјска истраживања ради добијања потпутнијих података о некадашњем изгледу и животу утврђења.